# Centrale Israëlietische Ziekenverpleging

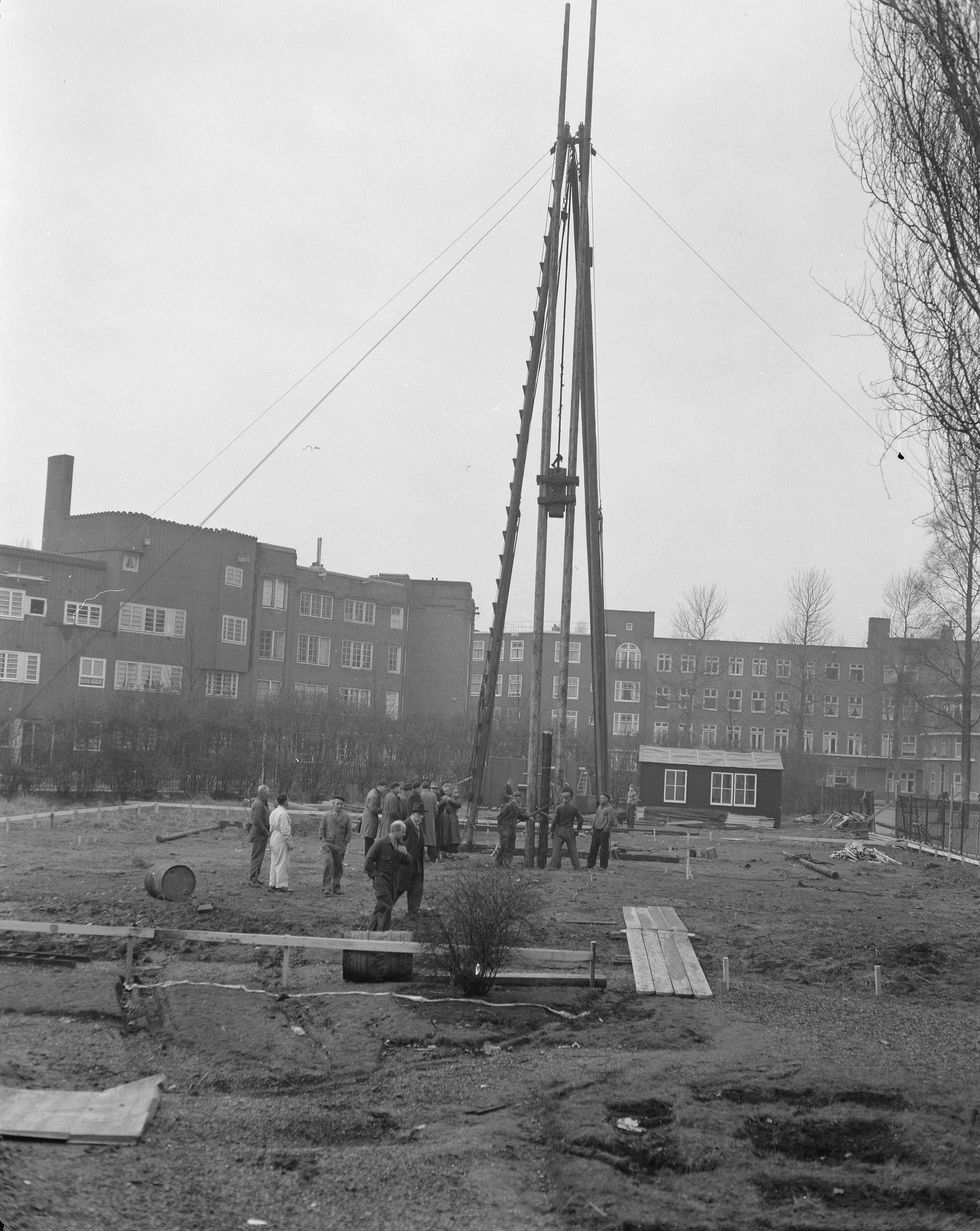
Eerste paal in 1957

De Centrale Israëlietische Ziekenverpleging (CIZ) is een voormalig Joods ziekenhuis in Amsterdam.

## Oprichting
De initiatiefnemer voor het CIZ was keel-, neus- en oorarts dr. A.S. Jacobson. In 1911 werd de Vereniging Centrale Israëlietische Ziekenverpleging (Vereniging CIZ) opgericht. Het doel van deze vereniging was een particulier ziekenhuis op te richten ten behoeve van beter gesitueerde joden. Deze zouden zich daar volgens de joodse religieuze wetten kunnen laten verplegen.
Op dat moment waren er twee andere Joodse ziekenhuizen in Amsterdam:
- het Portugees-Israëlitisch Ziekenhuis (PIZ) op de Plantage Franschelaan (Henri Polaklaan)
- het Nederlands-Israëlitisch Ziekenhuis (NIZ) op de Nieuwe Keizersgracht

De architecten E.M. Rood en H. Elte kregen opdracht het gebouw te ontwerpen. De bouw begon met het leggen van de eerste steen op 22 april 1915. Het gebouw werd op 4 juli 1916 geopend. Het was gevestigd aan de Jacob Obrechtstraat 92, op dat moment aan de rand van de stad. Het ziekenhuis was oorspronkelijk bestemd voor 50 patiënten en 20 verplegers. Het ziekenhuis had geen vaste dokter; de patiënten waren vrij in hun artsenkeuze.
In 1919 werd er een aanbouw gemaakt, het solarium genoemd.

## Oorlogsperiode en deportaties
Tijdens de Duitse bezetting ging de ziekenverpleging in eerste instantie gewoon door. Verschillende joodse studenten geneeskunde, die niet verder mochten studeren, gingen als broeder in het ziekenhuis werken.
Veel van de patiënten werden vanuit het ziekenhuis gedeporteerd. Dit motiveerde diverse verpleegsters en artsen die aan het ziekenhuis verbonden waren onder te duiken. Onder andere was dat de latere omroepster bij de radio Netty Rosenfeld, die eerst verpleegster was.
In 1943 werd de CIZ door de Duits bezetters aangewezen als ziekenhuis voor verplichte sterilisaties van gemengd gehuwden. Het personeel en de patiënten konden slechts kiezen tussen twee kwaden: meewerken of deportatie.
Volgens J. Presser werd een Aertzliche Verbindungsstelle in het gebouw van de CIZ gevestigd. Deze "Verbindungsstelle neemt vrijwillige meldingen aan voor sterilisatie, administreert het geheel en bemiddelt verzoeken van onvruchtbaren, die van de ster af willen en alle voordelen genieten van gesteriliseerden".
In het ziekenhuis vonden diverse razzia's plaats, waarbij de meeste patiënten en personeelsleden alsnog op transport werden gesteld. Op 13 augustus 1943 werd het gehele ziekenhuis door de bezetter ontruimd, net als de twee andere joodse ziekenhuizen in Amsterdam. Ten slotte werd het gebouw geplunderd. Met deze actie wilden de Duitsers heel Amsterdam 'judenfrei' maken.

## Ziekenhuis Amstelland
In 1945 werd het CIZ-ziekenhuis heropend. Na de bevrijding bood de CIZ opvang aan overlevenden uit de concentratiekampen. Het bleef open tot in 1979. Daarna kwam het pand in gebruik bij de Jellinekkliniek. Het gebouw werd in 1980 gesloopt. 
In 1971 werden gesprekken over een fusie begonnen met het Nicolaas Tulp Ziekenhuis, tegenwoordig het Ziekenhuis Amstelland. Na onderhandelingen werd overeengekomen, dat er een aparte joodse vleugel met 70 bedden zou komen. Het gefuseerde ziekenhuis heette oorspronkelijk Ziekenhuis Amstelveen. In de joodse vleugel werd en wordt verpleegd volgens de joodse gebruiken en spijswetten. Deze vleugel startte op dinsdag 9 mei 1978 in Amstelveen. Dit is begin 21ste eeuw het enige joodse ziekenhuis in West-Europa.